# 15 ottobre
Il 15 ottobre è il 288º giorno del calendario gregoriano (il 289º negli anni bisestili). Mancano 77 giorni alla fine dell'anno.

## Eventi
- 70 a.C. – Ad Andes nasce Virgilio, futuro autore dell'Eneide
- 533 – Il comandante bizantino Belisario entra ufficialmente a Cartagine dopo aver sconfitto i Vandali che controllavano la città
- 1066 – Edgardo Atheling, pronipote di Edoardo il Confessore viene eletto re d'Inghilterra
- 1478 – Cade la roccaforte cristiana di Kruja. Ai veneziani e gli albanesi superstiti viene tagliata la testa dagli Ottomani
- 1552 – Il Khanato di Kazan viene conquistato dalle truppe di Ivan Grozny
- 1582 – Entra in vigore il calendario gregoriano, che ha sostituito il calendario giuliano. I giorni dal 5 al 14 ottobre 1582, estremi inclusi, non esistono nel nuovo calendario: vengono saltati per rimettersi in sincronia con i movimenti astronomici
- 1675 – Nella parrocchia svedese di Torsåker si svolge la più grande caccia alle streghe del paese con l'esecuzione per decapitazione di 71 persone (65 donne e 6 uomini)
- 1764 – Mentre visita Roma, Edward Gibbon osserva un gruppo di frati scalzi che cantano vespri nelle rovine del Tempio di Giove, una visione che lo ispira ad iniziare a lavorare su una storia che verrà pubblicata con il titolo di Storia del declino e della caduta dell'Impero romano
- 1815 – Napoleone I di Francia inizia il suo esilio sull'Isola di Sant'Elena nell'Oceano Atlantico
- 1822 – Su istituzione del re di Sardegna Carlo Felice di Savoia, nasce il Corpo forestale dello Stato
- 1844 – Johann Strauss II debutta come compositore e direttore d'orchestra al Casinò Dommayer di Hietzing, Vienna
- 1863 – Stati Confederati d'America: il primo sottomarino funzionante, il CSS H. L. Hunley affonda durante un test, uccidendo Horace Lawson Hunley (il suo inventore) e sette uomini dell'equipaggio
- 1872 – Italia: Giuseppe Perrucchetti fonda il Corpo degli Alpini
- 1878 – La Edison Electric Company inizia l'attività
- 1879 – Papa Leone XIII istitiuisce la Pontificia accademia di San Tommaso d'Aquino
- 1880
  - Soldati messicani uccidono Victorio, uno dei più grandi strateghi militari degli Apache
  - Viene completato il Duomo di Colonia
- 1883 – La Corte suprema degli Stati Uniti dichiara incostituzionale parte del Civil Rights Act del 1875, poiché individui e imprese possono discriminare in base alla razza
- 1890 – Guido Alessandro Bonnet fonda la Società Canottieri Milano
- 1909 – Albert Einstein diventa professore dell'Università di Zurigo
- 1911 – A Göteborg, in Svezia, Dorando Pietri corre e vince la sua ultima gara internazionale
- 1917 – Prima guerra mondiale: a Vincennes, fuori Parigi, la ballerina olandese Mata Hari viene giustiziata da un plotone d'esecuzione per aver fatto da spia a favore della Germania
- 1924 – André Breton pubblica il Manifesto surrealista con le Editions du Sagittaire
- 1932 – La Air India, con il nome di Tata Airlines effettua il suo primo volo di linea
- 1940
  - Esce nelle sale Il grande dittatore, un film di satira sociale sul regime nazista, il cui protagonista è Charlie Chaplin
  - Al comando del Sommergibile Cappellini, Salvatore Todaro affonda il piroscafo belga “Kabalo”
- 1944 – In Ungheria, il Partito delle Croci Frecciate prende il potere
- 1945 – Seconda guerra mondiale: l'ex primo ministro della Francia di Vichy, Pierre Laval, viene giustiziato per tradimento da un plotone d'esecuzione
- 1946 – Processo di Norimberga: il fondatore della Gestapo, Hermann Göring, da poco imprigionato in qualità di criminale di guerra nazista, si avvelena a poche ore dalla sua esecuzione
- 1965 – Guerra del Vietnam: il National Coordinating Committee to End the War in Vietnam, coordinato dagli studenti contro la guerra, esegue la prima distruzione in pubblico di una cartolina per la chiamata alla leva
- 1966 – Nasce il movimento delle Pantere Nere, fondato da Huey Newton e Bobby Seale
- 1967 – Fidel Castro annuncia la morte di Ernesto "Che" Guevara
- 1969 – Guerra del Vietnam: centinaia di migliaia di persone prendono parte alle dimostrazioni del National Moratorium, che si svolgono in tutti gli USA
- 1979 – Il presidente di El Salvador Carlos Humberto Romero viene rovesciato con un colpo di Stato.
- 1987 – Viene assassinato in un complotto Thomas Sankara, presidente del Burkina Faso, simbolo della rinascita del suo paese tramite coraggiose riforme economiche e sociali, che portarono benessere alla sua gente
- 1989 – Il presidente sudafricano Frederik de Klerk libera Walter Sisulu, leader del movimento anti-apartheid e dell'African National Congress, insieme ad altri quattro prigionieri politici
- 1990 – Il leader dell'Unione Sovietica, Michail Gorbačëv, riceve il Premio Nobel per la pace, per i suoi sforzi nello smorzare la guerra fredda e nell'aprire la sua nazione
- 1993 – Nelson Mandela e Frederik de Klerk ricevono a Stoccolma il Nobel per la pace, per aver liberato il Sudafrica dall'apartheid
- 1997
  - Il primo record di velocità su terra supersonico viene stabilito dalla squadra inglese del ThrustSSC
  - La sonda spaziale Cassini-Huygens viene lanciata da Cape Canaveral verso Saturno
- 2001 – La sonda Galileo della NASA passa a 180 km da Io, una delle lune di Giove
- 2002 – Il presidente della società F.I.L.T., Tanveer Singh rilascia il primo prototipo di polmoni meccanici.
- 2003
  - La Cina lancia la navetta Shenzhou 5 nella sua prima missione spaziale con uomini a bordo
  - İlham Əliyev diventa presidente dell'Azerbaigian succedendo al padre Heydər Əliyev
- 2004 – In Austria si perdono le tracce dell'alpinista tedesco Helmut Simon, scopritore della mummia del Similaun, uscito per un'escursione sulle Alpi Salisburghesi (verrà ritrovato cadavere il 23 ottobre)
- 2005 – Gli iracheni approvano, mediante referendum, la costituzione del nuovo Iraq democratico, parlamentare e regionale: il voto contrario della maggioranza degli arabi sunniti non compensa la grande maggioranza di "Sì" degli elettori arabi sciiti e dei curdi sunniti
- 2007 – Con una cerimonia a Tolosa viene ufficialmente consegnato l'Airbus A380 alla Singapore Airlines; l'aereo è già entrato nella storia come il velivolo civile che trasporta il maggior numero di passeggeri

## Nati
Ci sono circa 1 200 voci su persone nate il 15 ottobre; vedi la pagina Nati il 15 ottobre per un elenco descrittivo o la categoria Nati il 15 ottobre per un indice alfabetico.

## Morti
Ci sono circa 480 voci su persone morte il 15 ottobre; vedi la pagina Morti il 15 ottobre per un elenco descrittivo o la categoria Morti il 15 ottobre per un indice alfabetico.

## Feste e ricorrenze

### Civili
Internazionali:
- UNICEF - Giornata mondiale della pulizia delle mani[1]

### Religiose
Cristianesimo:
- Santa Teresa d'Avila, vergine e dottore della Chiesa
- Sant'Aurelia di Strasburgo
- San Barses, vescovo
- Sant'Eusebia di Vercelli, vergine
- Sant'Alberto di Benevento, martire
- Santa Fortunata di Patria, martire
- San Leonardo da Vandoeuvre, eremita
- San Luciano di Antiochia, martire (Chiesa ortodossa)
- Santa Maddalena da Nagasaki, martire
- San Severo di Treviri, vescovo
- Santa Sofia, vergine e martire
- Santa Tecla di Kitzingen, badessa
- Beata Elisabetta di Hoven, monaca
- Beato Ferdinando Sorita, mercedario
- Beata Filippa de Chantemilan
- Beato Gonsalvo da Lagos
- Beato Guglielmo de Eril, mercedario
- Beato Narciso Basté Basté, sacerdote gesuita, martire
- Beato Pedro Verdaguer Saurina, sacerdote e martire
- Beato Sancio da Soria, mercedario

Religione romana antica e moderna:
- Idi (Feriae Iovi)
- October Equus
- Marte
- Ludi per Giove Liberatore, secondo giorno